# 미트박스글로벌
미트박스글로벌(영어: Meat Box Global)은 2014년 설립된 한국의 축산물 직거래 플랫폼이다. 기존 축산업 체계의 유통비용을 직거래를 통해 개선하는 서비스를 제공한다.

## 상세
시리즈 C투자를 받은 대한민국의 스타트업으로, 누적 투자액은 260억에 달한다.
소프트뱅크벤쳐스, 알토스벤쳐스, IMM인베스트먼트 등이 주요 투자자이다. 축산물 특유의 복잡한 유통단계에 따른 가격상승 요인을 직거래를 통해 해결했다는 평을 듣는다. 대기업과 협업을 통한 콜드 풀필먼트 물류 체계를 보유하고 있고, 주로 외식업, 식육업 자영업자들을 대상으로 국내외 판매회원들의 상품뿐만 아니라 카길을 통한 엑셀비프 직수입 및 당당한우, 당당한돈 등의 PB상품을 합리적 가격으로 판매한다. 단순히 가격 뿐만 아니라 미트박스 지수(축산물 시황 분석), 도매시세 현황, 샘플존, 마이박스, 식자재 묶음배송, 메뉴별 상품 추천 등의 기능적인 서비스를 제공한다.

## 입점 브랜드
- 엑셀비프 (EXCEL BEEF)
- 티스(TEYS)
- 당당한우
- 당당한돈
- 아이비피(IBP)
- 스위프트(SWIFT)
- 페르디가오(PERDIGAO)
- 대니쉬크라운(DANISH CROWN)
- 아그로수퍼(AGROSUPER)
- 아워홈